# Rusko a Evropa (Masaryk)
Rusko a Evropa. Studie o duchovních proudech v Rusku (německy Russland und Еurоре: Studien über die geistigen Strömungen in Russland. Zur russischen Geschichts- und Religionsphilosophie. Soziologische Skizzen) je nejrozsáhlejší a ve světě nejslavnější dílo Tomáše Masaryka, věnované analýze duchovního stavu a revolučního napětí Ruska před první světovou válkou. Německý originál vydal Eugen Diederichs v Jeně roku 1913 ve dvou svazcích. Roku 1919 vyšly oba svazky v anglickém jazyce v překladu Edena and Cedara Paulových pod názvem The Spirit of Russia. Příprava a vydání anglického překladu bylo výrazně spjato s prostřednictvím R. W. Setona-Watsona. Český překlad byl vydán Janem Laichterem v Praze: první svazek roku 1919 a druhý svazek roku 1921. Dílo bylo posléze přeloženo do několika jazyků. Dlouhou dobu práce zaujímala přední místo v čele světové literatury o Rusku. Od roku 1996 je kniha vydávána Ústavem Tomáše Garrigua Masaryka v 11.–13. svazcích „Spisů T. G. Masaryka“ s obsáhlým poznámkovým aparátem.